# Regio
En astrogeologia, regio (plural regiones, abr. RE) és una paraula llatina que significa «regió» que la Unió Astronòmica Internacional (UAI) utilitza per indicar un tret superficial planetari que designa una àrea gran marcada per la reflectivitat o les distincions de color de les zones adjacents o d'una àmplia regió geogràfica.
El nom regio s’ha assignat a les formacions geològiques presents a Venus, Ceres, Plutó, el satèl·lit de Mart Fobos, els satèl·lits de Júpites Io, Europa i Ganímedes, els satèl·lits de Saturn Tità, Jàpet i Febe, el satèl·lit d'Urà Miranda, el satèl·lit d'Urà Tritó, i els asteroides (21) Lutetia, (243) Ida, (433) Eros, (951) Gaspra, (2867) Šteins, (25143) Itokawa i (101955) Bennu.
Abans de la normalització introduïda per la Unió Astronòmica Internacional en l’ús de noms per a les característiques superficials dels cossos celestes, s’havia utilitzat el terme regio per a les característiques d'albedo que Percival Lowell havia identificat en les seves observacions el 1896 per definir la cartografia de Mercuri. Cap de les 29 regions identificades per ell no va ser reconeguda ni confirmada per estudis posteriors:
- Alae regio
- Anguis regio
- Argi regio
- Caducei regio
- Chelydoreae regio
- Cyllenes regio
- Fili regio
- Hyphates regio
- Larae regio
- Lichani regio
- Lyrae regio
- Maiae regio
- Mercatorum regio
- Netes regio
- Oneiraton regio
- Oneiropompi regio
- Parameses regio
- Paranetes regio
- Parhypates regio
- Petasi regio
- Pleetri regio
- Psychopompi regio
- Pteri regio
- Sarameias regio
- Serpentis regio
- Somuii regio
- Talarium regio
- Testudinis regio
- Trites regio

El terme regio també s’ha utilitzat per a algunes característiques de l’albedo de Mart, però en aquest cas la UAI ha confirmat el seu ús, tot i que no les reconeix com a estructures geològiques: 
- Deucalionis Regio
- Neith Regio
- Ogygis Regio
- Phrixi Regio
- Protei Regio
- Pyrrhae Regio
- Yaonis Regio